# Bělá (Malonty)
Bělá, do roku 1947 Zirnetschlag, je část obce Malonty v okrese Český Krumlov. Nachází se asi 3 km na jih od Malont.
Bělá leží v katastrálním území Bělá u Malont o rozloze 9,87 km², které je na území přírodní památky a evropsky významné lokality Horní Malše. Do části tohoto katastrálního území zasahuje přírodní park Novohradské hory. s vrcholem Doppler.

## Historie
První písemná zmínka o vesnici pochází z roku 1361. Založena byla pravděpodobně pány z Michalovic (německy z MIchelsbergu). V roce 1844 bylo ve vesnici evidováno 441 obyvatel, v roce 1973 pak 136 obyvatel. Do druhé světové války ve vsi (podle údajů z let 1906 a 1934) fungovala dvoutřídní škola. V letech 1938 až 1945 byl tehdejší Zirnetschlag v důsledku uzavření Mnichovské dohody přičleněn k nacistickému Německu.
V letech 1850–1930 byla samostatnou obcí a od roku 1950 se vesnice stala součástí obce Malonty.

## Pamětihodnosti
- Návesní kaple prošla několika rekonstrukcemi, v novém miléniu proběhly v letech 2000 (interiér), 2002 po povodních a 2009.[9]
- V centru stojí dva památníky, jeden sloupcový bez viditelného textu a druhý připomínající oběti světových válek.
- Výklenková kaplička se šindelovou střechou a vyřezávanými dřevěnými sloupky
- Severně od vsi se u silnice nachází křížek.

## Další obrázky

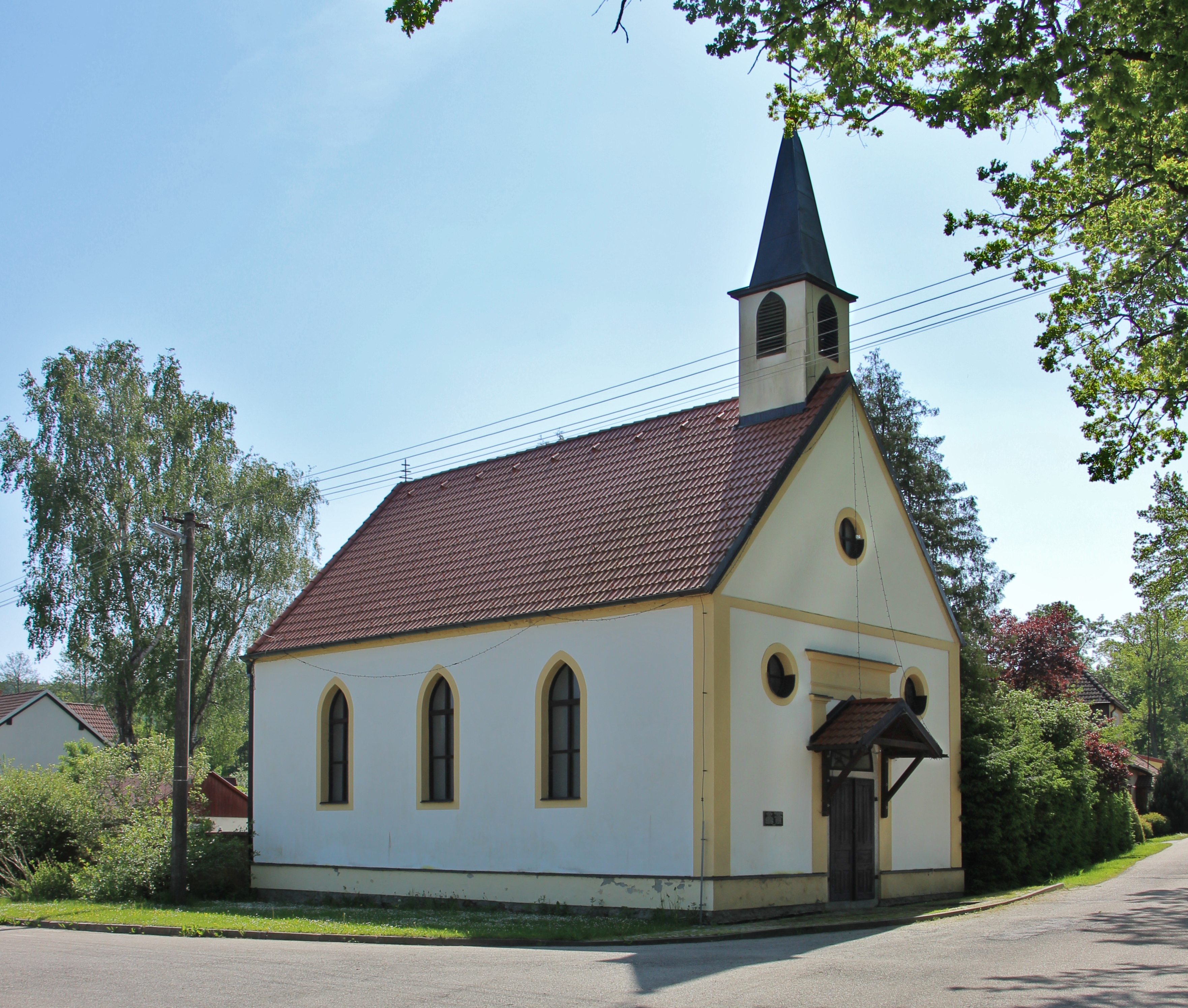
Kaple
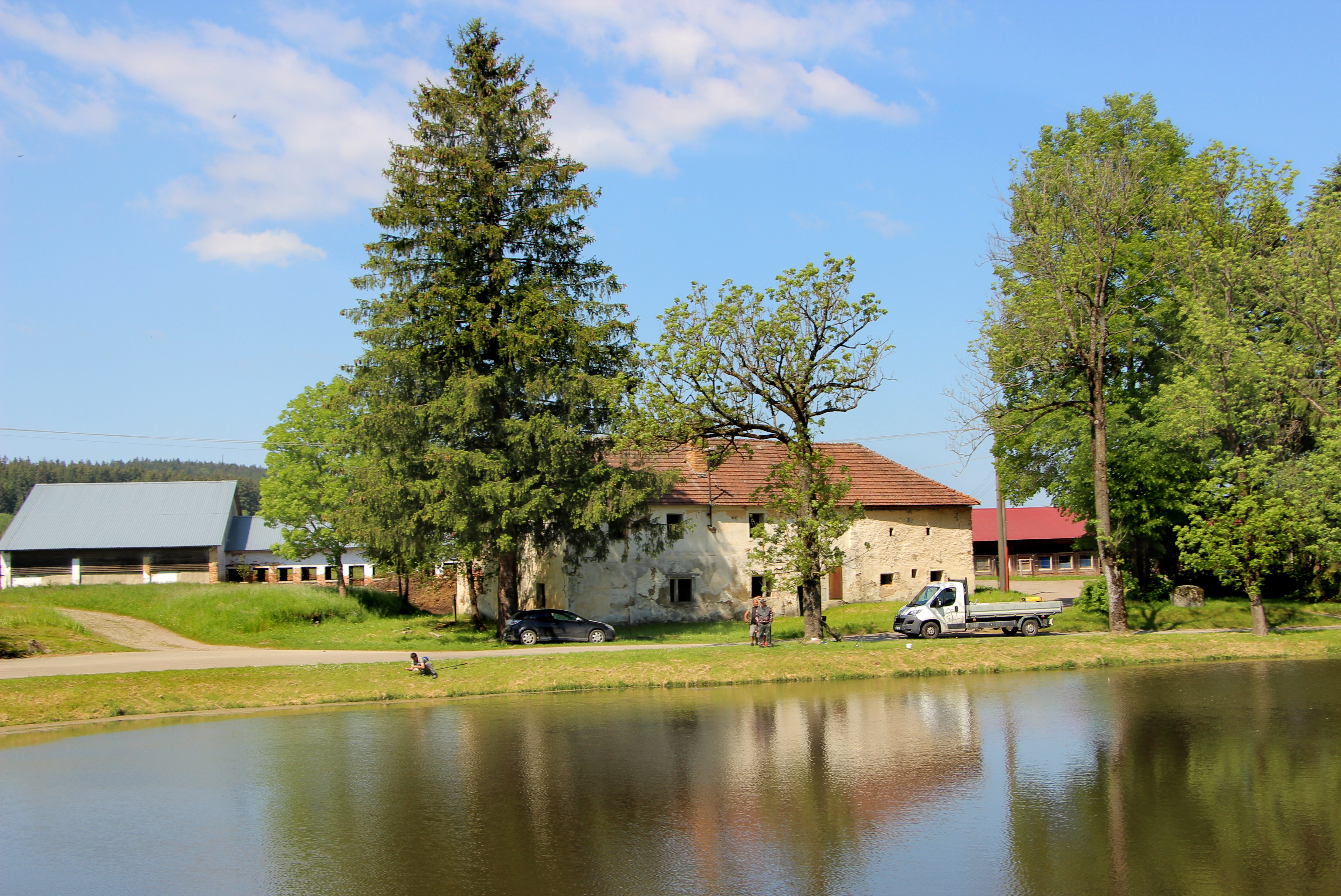
Návesní rybník
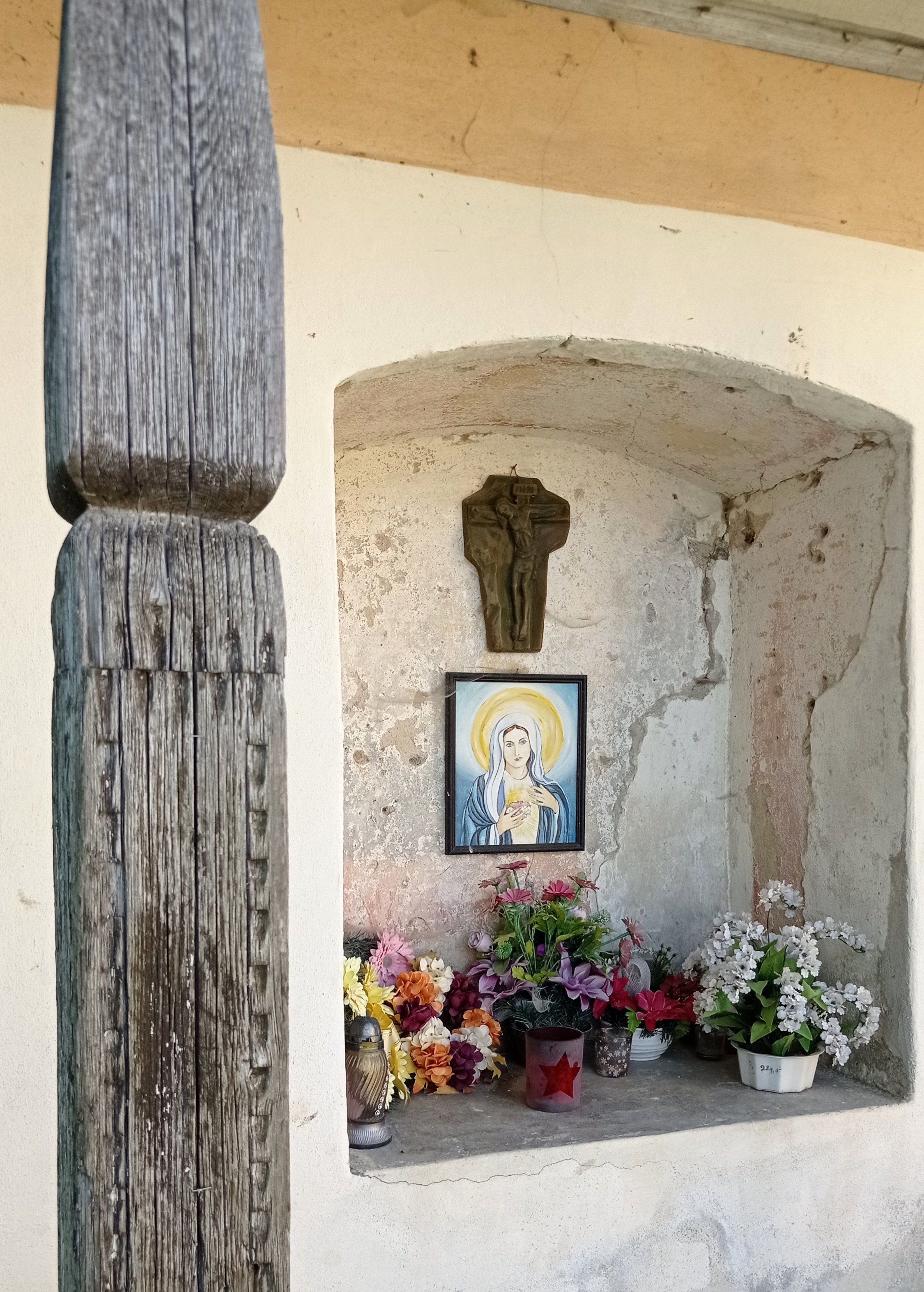
Sloupek a výklenek kaple
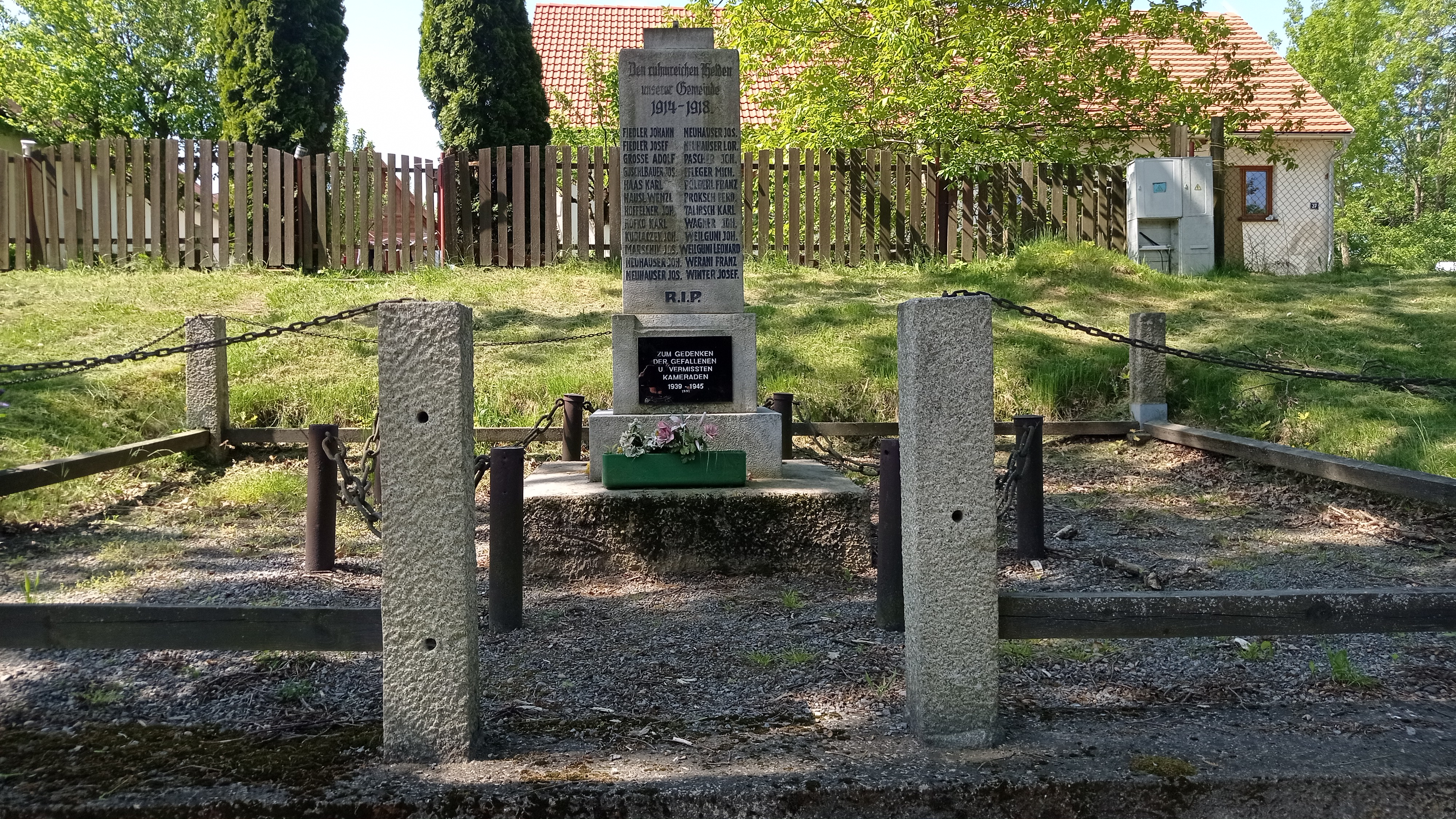
Pomník obětem světových válek
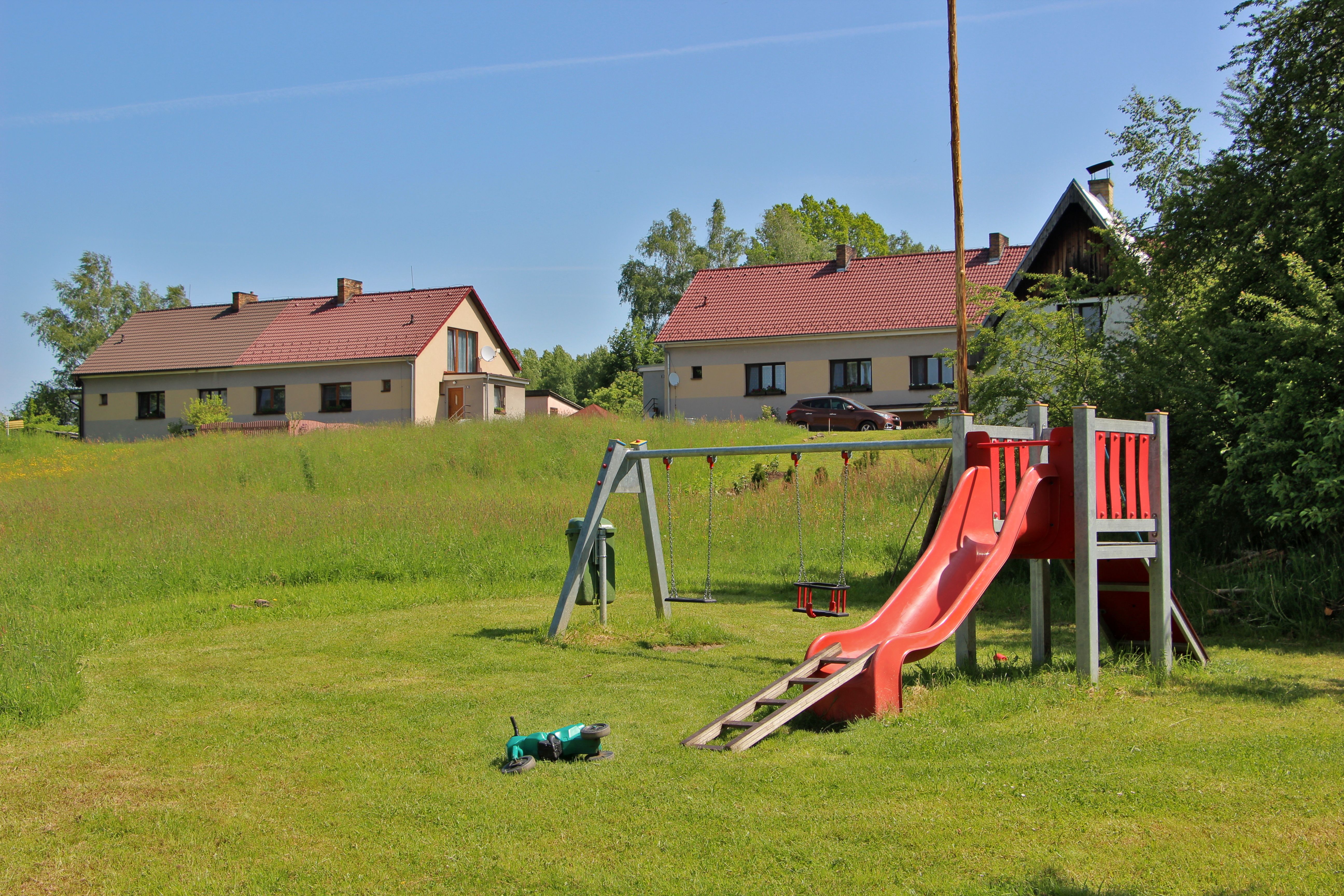
Dětské hřiště